# Sanja Matejaš
Sanja Matejaš, poznatija kao Sanya Mateyas (Zagreb, 17. kolovoza 1976.), američko-hrvatska je glumica i pjevačica. Sestra je pjevačice Tatjane Matejaš – Tajči.

## Filmografija
- "An Accidental Zombie" kao Linda (2017.)
- "Naši najbolji dani" kao Ilsa (2007.)
- "Spavači: Američki teror" kao Aida (2006.)
- "Kralj Queensa" kao Zana (2005..)
- "Ekipa za očevid" kao Alexsandra (2005.)
- "Trust no one" kao Irina (2005.)
- "Holes" kao Myra Menke (2003.)
- "Jaguar" (1992.)
- "Jel' me netko tražio?" kao Sanja (1991.)